# コンポステーラ・アベルタ

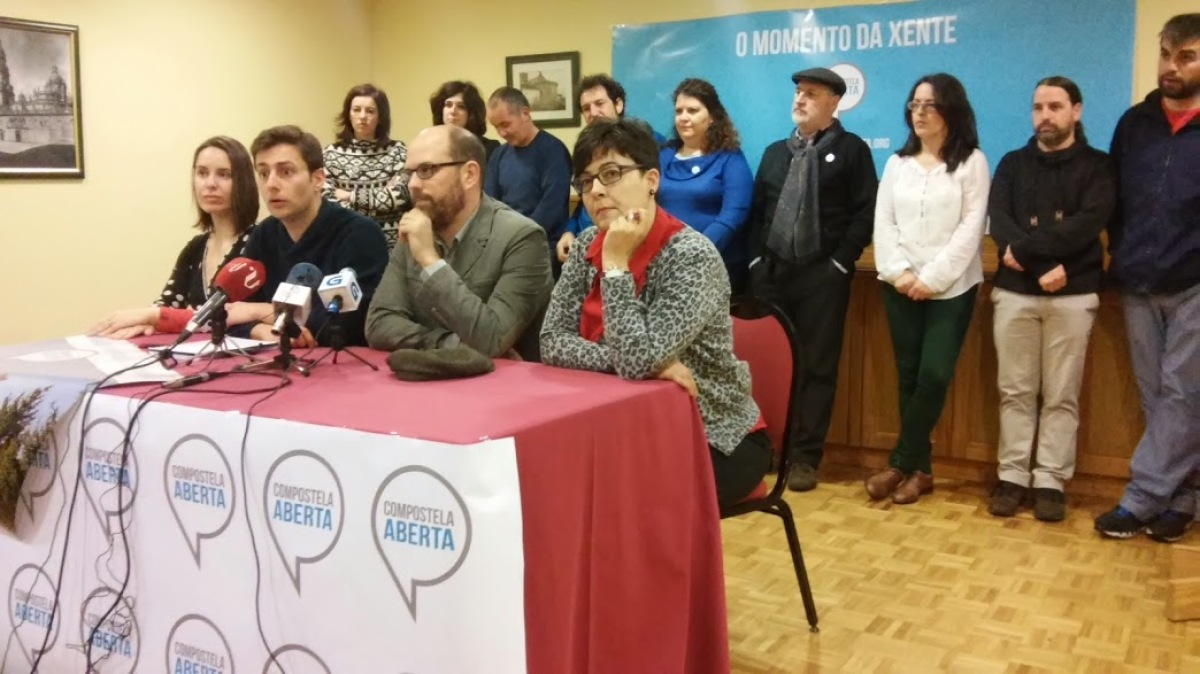
2015年3月のマスメディアへの発表会見。

コンポステーラ・アベルタ（ガリシア語: Compostela Aberta、CA）は2015年5月の自治体選挙のためにサンティアゴ・デ・コンポステーラにおいて設立された、市民運動および政治組織。この運動にはアノーバ＝イルマンダーデ・ナショナリスタ、エスケルダ・ウニーダ、ポデーモス、エクオ（Equo）などの様々な政党が参加した。
医師であり、自治体テオの首長であったマルティーニョ・ノリエガが5月25日の自治体選挙においてのCAの候補者リスト筆頭（自治体首長候補者）に選出され、同選挙結果は得票率34.58%（16,327票）で獲得議席数は10、第一党に躍進した。

## 選出議員
議員に選出されたノリエガ以外の候補者は、マリーア・ロサス（経営管理コンサルタントでエスケルダ・ウニーダのメンバー）、ホルヘ・ドゥアルテ（建築家で公立ガリシア建築学校の元校長）、ブランカ・ノボネイラ（作家で振付師）、シャン・ドゥーロ（ガリシアエコロジスト協会Verdegaiaのメンバーでガリシアエコ社会主義スペースのメンバー）、コンチャ・フェルナンデス（BNGの元支部組織代表で職業支援学校のIntervención Sociocomunitariaの教諭、元労働組合員）、マヌエル・ディオス・ディス（ガリシア平和のための教育セミナーの代表、ガリシアエコ社会主義スペースのメンバー）、マルタ・ロイス（USC政治学部教授）、ラファ・ペーニャ（サンティアゴ・デ・コンポステーラ空港のガリシア労働組合連合責任者）、ノア・モラーレス（エスケルダ・ウニーダのメンバーで国際関係のエキスパート）。
6月13日マルティーニョ・ノリエガがサンティアゴ・デ・コンポステーラの市長に選出された。